# فهرست مسجدهای اصفهان
فهرست مساجد اصفهان بر پایه منطقه شهرداری:

## منطقه ۱
- مسجد جامع
- مسجد علی‌قُلی‌آقا

## منطقه ۲
- مسجد امام

## منطقه ۳
- مسجد حاج محمد جعفرآباده‌ای

## منطقه ۴
- مسجد ذوالفقار
- مسجد چهارده معصوم
- مسجدنورباران
- مسجد مهراباد
- مسجد رضوی

## منطقه ۵
- مسجد قائمیه
- مسجد اعظم
- مسجد چهارده معصوم

## منطقه ۶
- مسجد خان

## منطقه ۷
- مسجد قطبیه

## منطقه ۸
- مسجد رحیم خان

## منطقه ۹
- مسجد علی قلی آقا

## منطقه ۱۰
- مسجد مقصود بیک

## منطقه ۱۱
- مسجد ایلچی

## منطقه ۱۲
- مسجد رکن الملک

## منطقه ۱۳
- مسجد امام علی
- مسجد خمینی
- مسجد رسول اکرم
- مسجد الزهرا
- مسجد حجتیه

- مسجد شیخ لطف الله
- مسجد سید
- مسجد علی
- مسجد صفا
- مسجد خان
- مسجد حکیم
- مسجد لنبان
- مسجد نور باران
- مسجد درب کوشک
- مسجد آیت الله درچه‌ای
- مسجد فاطمیه
- مسجد الغفور
- مسجد امام حسین
- مسجد انبیا
- مسجد الکعبه